# Pomořanština
Pomořanština je souhrnné označení pro vymřelé západoslovanské nářečí, kterým mluvili Slované na pobřeží Baltského moře západně od dolní Visly a východně od Trávy v dnešním Meklenbursku-Předním Pomořansku v Německu a Západním Pomořansku v Polsku v 6. až cca 18. století (většina pomořansky mluvících lidí přešla na němčinu už na začátku novověku). Na západě pomořanština hraničila s polabštinou, na východě s kašubštinou a severní slovinštinou.
Někteří zařazují kašubštinu, ale i slovinštinu, pod pomořanštinu. Jestliže kašubština není vymřelý jazyk, je ji tedy takhle možné pokládat za živý jazyk nebo živé nářečí. Ojediněle je možné setkat se i s rozšířením pojmu pomořanština na všechna slovanská (tedy i typicky polská) nářečí Pomořanska.